# 王慶芳
王庆芳（1890年—1949年）贵州省盘县人，中华民国政治人物。

## 生平
王庆芳生于清朝光绪十五年（1890年），自幼喜爱练武。清朝末年，先赴贵阳入陆军小学堂，后到湖北武昌入陆军中学堂，毕业后考入保定陆军军官学校。他和贵州籍的何应钦、谷正伦、邓汉祥等人是贵阳陆军小学堂和武昌陆军中学堂的同学。
自保定军校毕业回到贵阳时，中华民国已经成立，王庆芳在黔军任职。贵州讲武学校成立，何应钦任校长，王庆芳任教官，后来升任教育长。黔军“五旅争权”时，何应钦出走，王庆芳接任贵州讲武学校校长。袁祖铭、周西成统治贵州时期，王庆芳曾在黔军任混成旅旅长、师长、四十三军代军长等职务。
1935年，蒋介石借追击中国工农红军的机会，削弱贵州军阀势力，加强中央对贵州省的控制。吴鼎昌被任命为贵州省主席，王庆芳被任命为第三行政督察区（兴仁专区，辖盘江流域八县）专员。任内，王庆芳注意发展盘江流域的交通及教育方面，在盘江流域各县间修筑了一些道路。数年后，王庆芳离职赴昆明居住。1939年回到家乡盘县，准备安度晚年。
1946年，国民政府根据宪政方案，实行参议会制。王庆芳被盘县各界推为盘县参议会议长。上任后，王庆芳经常在参议会上提出意见和建议，斥责弊政，弹劾官员。故王庆芳逐渐与中国国民党盘县党部、盘县政府、驻县保安团，特别是中国国民党盘县党部书记长雷振富产生了严重矛盾。雷振富多次借助盘县政府及保安团对王庆芳进行武装挑衅。街邻青年张燕飞（小名张牛毛）自愿出任王庆芳的护卫，在一次武装冲突中被雷振富的手下开枪打死。
1947年，国军在第二次国共内战中接连遭遇失败，蒋介石为安定后方，派谷正伦出任贵州省主席。谷正伦到贵州后，未向老同学王庆芳问候，据说仅派人转为致意。王庆芳不愿亲近谷正伦，并在与他人谈及谷正伦时，多次指称谷正伦为“屠夫”，双方关系很冷淡。
1948年，中共领导的云贵边区纵队龙腾霄部盘县游击团多次挫败了贵州保安团的清剿，活跃于盘县西南部。此时王庆芳对中国国民党的腐败及所行苛政已经日益不满，与雷振富的矛盾日渐加深。据说，王庆芳与游击团中原属于地方势力的钱巴亮、丁伟光
、刘文焕等人曾有旧交，同龙腾霄亦属旧识。盘县的党、政、军领导人曾要王庆芳出面劝说游击团归降，但被王庆芳回绝。
1949年农历正月初九晚间，盘县参议会商界参议员刘子贞在家设宴，王庆芳及盘县政府、保安团的领导人均获邀请。宴会后，保安团派一名军官“送王参议长回家” 。走到王庆芳家门上梯坎时，这名军官从背后接连开枪当场射杀了王庆芳。租住在王家当街房屋的老许听见声音开门，看到王庆芳倒地，连忙呼王庆芳的四弟王鍂芳及王家的弟侄。四弟王鍂芳赶来，见大哥王庆芳已经身亡。
随后，保安团几十名官兵将王庆芳家当街家门围住，以保护王家族人的名义，不让族中弟侄去追拿凶手。不久，有人来王家告称，凶手已被擒获并已在中正桥枪决。根据事后传言及人们私下推断，当时在中正桥枪决的不是真凶，而是从监狱里押出的一名死刑犯作为替代，盘县军政当局企图借此造成死无对证的局面，掩盖事件真相。

## 家庭
王庆芳在兄弟中排行第一。
- 三弟：王漱芳[1]
- 四弟：王鍂芳[1]